# Pornic
Pornic – miejscowość i gmina we Francji, w regionie Kraj Loary, w departamencie Loara Atlantycka.
Według danych na rok 2010 gminę zamieszkiwało 14 101 osób, a gęstość zaludnienia wynosiła 149 osób/km².

## Współpraca
- Scalby, Wielka Brytania